# Ammoecius dentatus
Ammoecius dentatus é uma espécie de insetos coleópteros polífagos pertencente à família Aphodiidae.
A autoridade científica da espécie é A. Schmidt, tendo sido descrita no ano de 1908.
Trata-se de uma espécie presente no território português.